# Отмелевые ручейники
Отмелевые ручейники (лат. Beraeidae) — семейство ручейников подотряда Integripalpia. Около 50 видов.

## Описание
Наибольшее разнообразие наблюдается в западной Палеарктике, где встречается 5 родов (Beraea Stephens, Beraeamyia Mosely, Ernodes Wallengren, Beraeodes Eaton, and Beraeodina Mosely, последние два монотипичные). Род Beraea также встречается на востоке Северной Америки, где найдено 3 вида. Один род (Notoernodes) обнаружен в Танзании (2 вида). В Японии найден род Nippoberaea Botosaneanu, Nozaki, & Kagaya, с единственным видом (N. gracilis (Nozaki & Kagaya).
Личинки живут в подводных домиках, которые строят из песчинок. Обнаруживаются в подводной растительности, среди водных мхов и органических отложений.

## Систематика
7 родов и около 50 видов.
- Beraea JF Stephens, 1833
- Beraeamyia ME Mosely, 1930
- Beraeodes Eaton, 1867 — 1 вид
- Beraeodina ME Mosely 1931 — 1 вид
- Ernodes HDJ Wallengren, 1891
- Nippoberaea L Botosaneanu, T Nozaki, & T Kagaya, 1995 — 1 вид, Япония
- Notoernodes T Andersen & J Kjaerandsen, 1997 — 2 вида, Танзания